# سيرجيو ماركيز
سيرجيو ماركيز (بالبرتغالية: Sérgio Marques‏) هو سياسي برتغالي، ولد في 25 فبراير 1957 في فونشال في البرتغال. حزبياً، نشط في الحزب الديمقراطي الاجتماعي (البرتغال). في انتخابات البرلمان الأوروبي 1999، انتخب عضو في البرلمان الأوروبي عن دائرة البرتغال ‏ لترشحه ضمن قائمة الحزب الديمقراطي الاجتماعي (البرتغال)، وقد انضم خلال فترته النيابية (20 يوليو 1999 – 19 يوليو 2004) للكتلة البرلمانية الكتلة البرلمانية لحزب الشعب الأوروبي وفي انتخابات البرلمان الأوروبي 2004، انتخب عضو في البرلمان الأوروبي عن دائرة البرتغال ‏ لترشحه ضمن قائمة الحزب الديمقراطي الاجتماعي (البرتغال)، وقد انضم خلال فترته النيابية (20 يوليو 2004 – 13 يوليو 2009) للكتلة البرلمانية الكتلة البرلمانية لحزب الشعب الأوروبي.